# Hemicephalis
Hemicephalis là một chi bướm đêm thuộc họ Erebidae.

## Các loài
- Hemicephalis agenoria Druce, 1890
- Hemicephalis alesa Druce, 1890
- Hemicephalis characteria Stoll, [1790]
- Hemicephalis grandirena Schaus, 1915
- Hemicephalis krugii Möschler, 1890
- Hemicephalis laronia Druce, 1890
- Hemicephalis paulina Druce, 1889
- Hemicephalis phoenicias Hampson, 1926
- Hemicephalis proserpina Druce, 1906
- Hemicephalis rufipes Felder & Rogenhofer, 1874